# Géosite

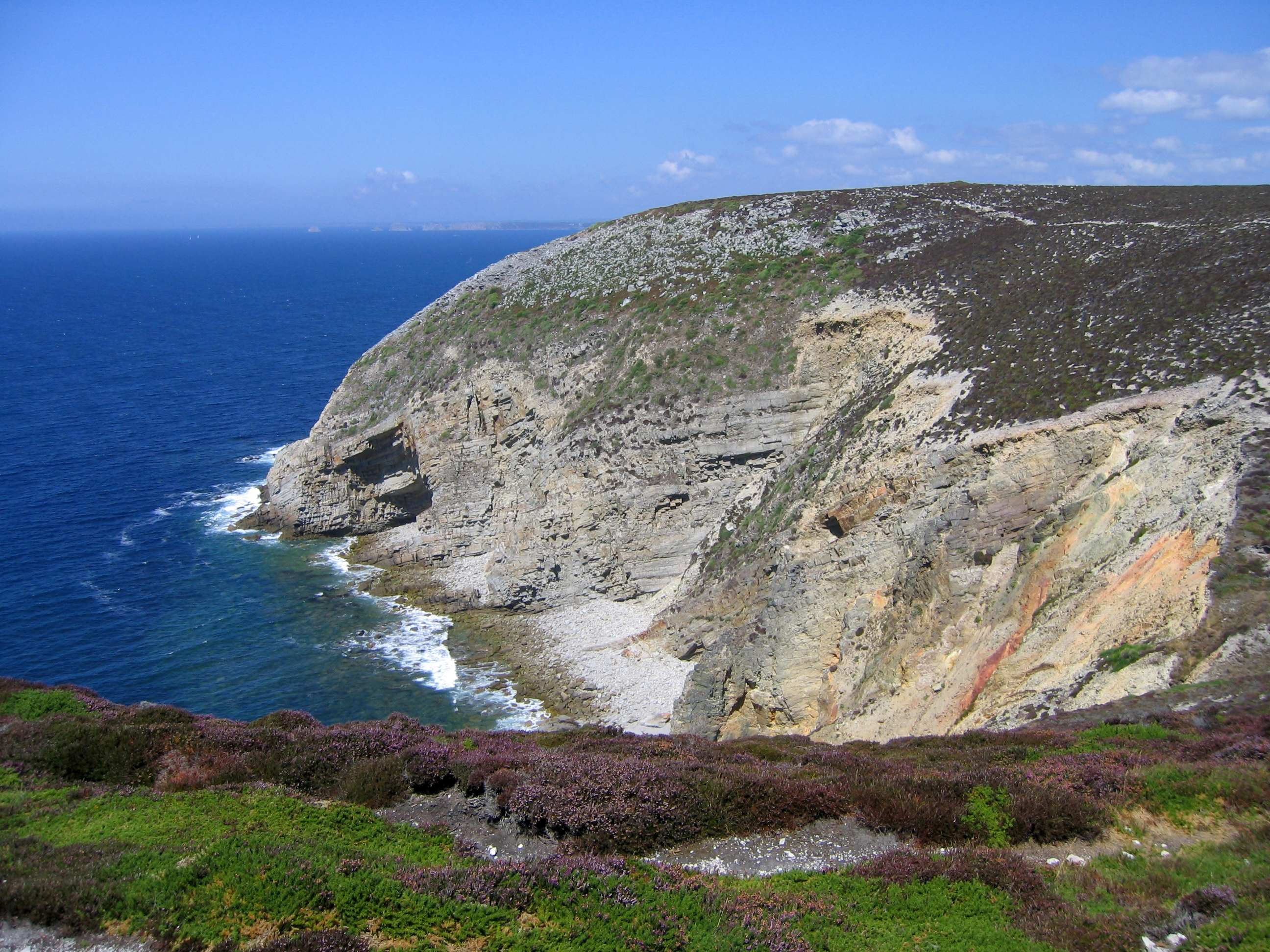
Géomorphosite du cap de la Chèvre : un versant (formé d'une pente sommitale, de segments de versants réglés recouverts de pierriers de pente, de corniches résiduelles et d'une falaise subverticale) relie une surface sommitale (surface d'érosion comprenant des altérites caillouteuses et sableuses) à une surface basale (l'estran comprenant un platier rocheux).

Un géosite ou géotope est un espace qui permet d’observer des éléments et des phénomènes géologiques intéressants pour la compréhension de la géologie. Un géosite contient un ou des objets géologiques. Il se distingue du géomorphosite, considéré par Panizza comme « une forme du relief dont les attributs géomorphologiques particuliers et significatifs en font une composante du patrimoine culturel au sens large d’un territoire donné ».
Géosite est parfois employé comme terme générique alors que le géotope implique une échelle de quelques  m2, à distinguer du géofaciès (quelques centaines de m2) et du géosystème (de quelques km2 à quelques centaines de km2).
Le choix du site est déterminé par les autorités nationales. On en compte en 2009 3 700 à l’échelle mondiale.
Depuis 1995, avec le soutien de l'UNESCO, plusieurs projets et groupes de travail se sont mis en place dans le monde entier. Ils sont dédiés à l'éducation et la promotion du patrimoine géologique et géomorphologique. Il existe, par exemple, un groupe de travail international sur les géosites (Union internationale des sciences géologiques, IUGS) et des sites géomorphologiques de l'Association internationale des Géomorphologues (AIG).
En France, l'état a officiellement lancé un « Inventaire national du patrimoine géologique » en 2007 (par l'intermédiaire du ministère chargé de l'écologie). Le Muséum national d’Histoire naturelle est référent scientifique de cet inventaire (comme de tous les inventaires du patrimoine naturel). Il est réalisé par les régions. Les régions Nord-Pas-de-Calais et Bretagne ont été pionnières dans ce domaine.
La collecte nationale d'informations sur les géosites italiens a été administrée par le ministère de la Protection de la Nature, l’Institut de recherche et de protection de l'environnement (Cf. base de données nationale ISPRA) en collaboration avec les régions, les provinces, les instituts de recherche, les universités, etc.

## Quelques exemples

### En Belgique

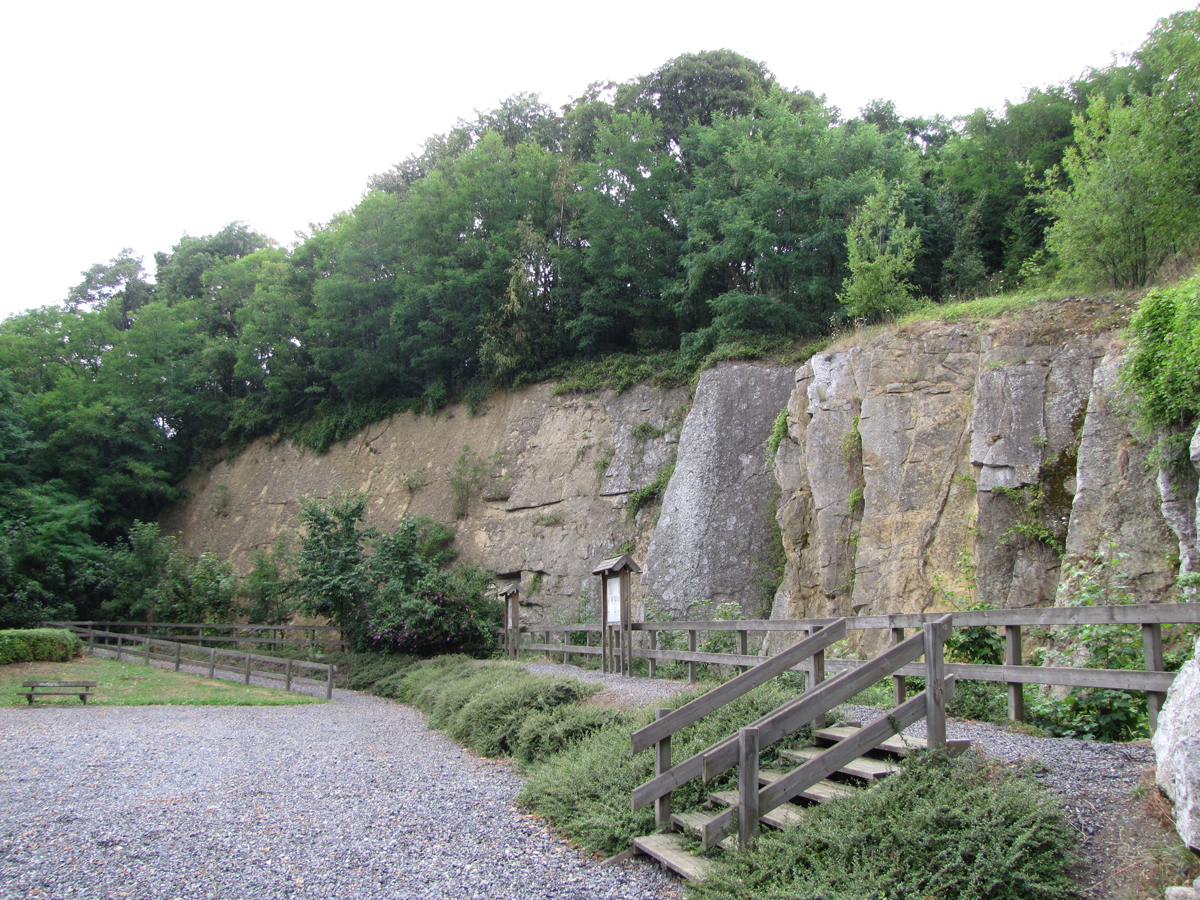
Géosite d'Engis dans le parc des Tchafornis.

- Engis, Parc des Tchafornis : le front vertical d’une ancienne carrière de calcaire présente par ses bancs obliques la coupe exceptionnelle d’un récif corallien à stromatopores d’il y a un peu plus de 370 Ma. L'aménagement du site permet de s'approcher de cet objet géologique, de s'asseoir pour le contempler, et d'en comprendre la portée par la lecture de panneaux didactiques placés par l'unité de paléontologie de l'Université de Liège.
- Comblain-au-Pont, Sentier géologique.
- Hoegaarden, Goudberg.
- Vresse-sur-Semois, « Promenade Au fil du temps ».

### En Ethiopie
- La grotte de Zeyi en  Dogu'a Tembien[4]